# 最後の晩餐 (ジョット)

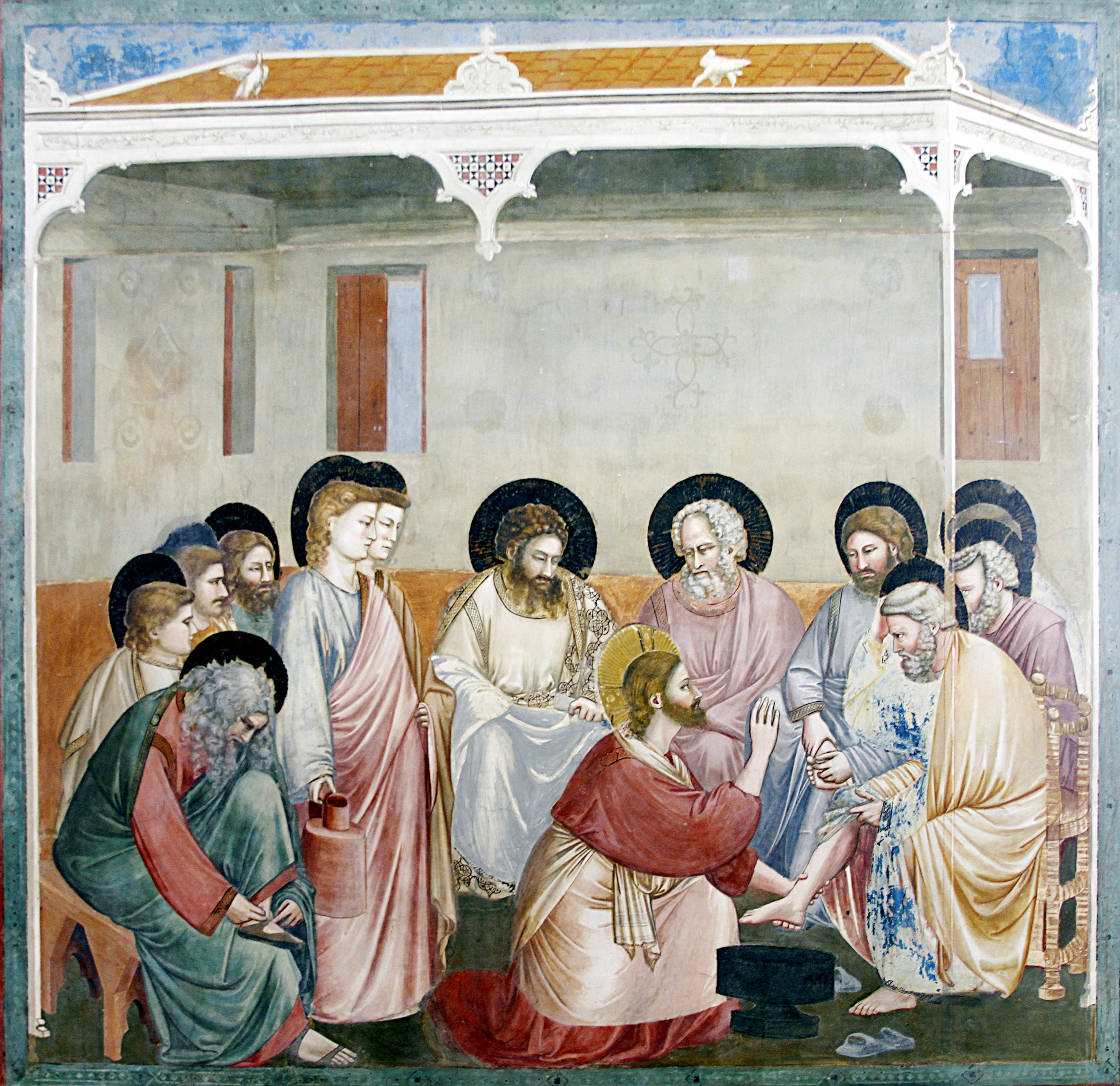
スクロヴェーニ礼拝堂の「弟子の足を洗うキリスト」

『最後の晩餐』（さいごのばんさん、イタリア語: Ultima Cena）は、ジョットが1303年から1305年ころにかけて、パドヴァのスクロヴェーニ礼拝堂に制作したフレスコによる壁画 (200x185 cm)。
「イエスの受難物語 (Storie della Passione di Gesù)」の一場面であり、礼拝堂の祭壇に向かって右側の壁面の中央下部に描かれている。

## 表現と様式
この作品は、ヨハネによる福音書13:21-26の場面を描いている。

イエスがこれらのことを言われた後、その心が騒ぎ、おごそかに言われた、「よくよくあなたがたに言っておく。あなたがたのうちのひとりが、わたしを裏切ろうとしている」。弟子たちはだれのことを言われたのか察しかねて、互に顔を見合わせた。弟子たちのひとりで、イエスの愛しておられた者が、み胸に近く席についていた。そこで、シモン・ペテロは彼に合図をして言った、「だれのことをおっしゃったのか、知らせてくれ」。その弟子はそのままイエスの胸によりかかって、「主よ、だれのことですか」と尋ねると、イエスは答えられた、「わたしが一きれの食物をひたして与える者が、それである」。

この場面の描き方は、ビザンティン美術の図像学を踏襲しているが、パンを分け与える表現は、ローマの伝統である。
場面は屋内であるが、2面の壁面を除いたような表現によって、内部が見えるようになっており、ジョットは誰がキリストを裏切るのかと不審に思っている使徒たち表情を描いている。食卓についた使徒たちの配置も効果的で、横からやや見下ろすような視点で捕らえられた人びとの姿には重なりもない。黄色い上着を着たイスカリオテのユダは、イエスの間近に座り、イエスと同じ皿に手を伸ばしている。他方でヨハネは、典型的な図像学的表現に従って、イエスにもたれかかって眠っている。
光背は黒く塗りつぶされているが、これは後代になってからランダムに、また、画家の意に反して行なわれたものであり、その後、化学的作用で問題を生じさせることとなった。元々は、光背の描き方には階級的な差が付けられていたとされており、キリストの光背は、浮き彫りのような金箔が施され、十字が赤で描かれているが、使徒たちの光背では金色の絵の具が塗られていただけであり、イスカリオテのユダには光が描かれていない。使徒たちの光背は顔の前に浮いているかのように見える。
中央で背中を向けている使徒の着衣の金色の刺繍など、細部は精緻に描かれており、部屋の建物の屋根を飾るモザイク装飾として2羽の鳥が描かれていることから、連作の次の場面である「弟子の足を洗うキリスト」と同じ場所であることが示されている。部屋の内壁は、当時の土壁のように描かれている。使徒たちの着衣は、様々なパステル色で描かれており、連作の他の場面においても同じ色が一貫しているので、見れば誰かがすぐ判るようになっており、光の効果によって立体的な現実感が強調されている上、ベンチより下は影になるように描かれており、この場面の空間設定が理解されやすいよう配慮されている。

## アルテ・ピナコテーク所蔵の『最後の晩餐』
ミュンヘンのアルテ・ピナコテークには、イエス・キリストの生涯を描いた祭壇画の連作に組み込まれたパネルの1枚であった『最後の晩餐』が所蔵されている。成立年代については諸説があるが、スクロヴェーニ礼拝堂のフレスコ画よりも後の作品とされている。イエスとイスカリオテのユダの着席順など、表現にはスクロヴェーニ礼拝堂の作品との違いが認められる。
この作品は、1805年に当時のバイエルン国王であったルートヴィヒ1世（「狂王」ルートヴィヒ2世の祖父）が購入し、アルテ・ピナコテークに引き継がれている。